# Кобоглобин
Кобоглобин — искусственно созданный металлопротеин, близкий по строению и химическим свойствам гемоглобину. В отличие от гемоглобина, простетическая группа кобоглобина содержит кобальт, а не железо. Как и гемоглобин, способен обратимо связываться с кислородом, выступая в качестве транспортного белка, однако кобоглобин деградирует гораздо быстрее природных дыхательных пигментов. В отличие от гемоглобина, почти не связывается с монооксидом углерода. Неокисленная форма кобоглобина имеет янтарно-жёлтый цвет, окисленная (оксикобоглобин) бесцветна. В настоящее время исследуется возможность использования комплексных соединений кобальта в качестве переносчиков кислорода в медицине и промышленности.